# Poezia pașoptistă
Pașoptismul literar a fost  pregătit de apariția revistei „Dacia literară“, al cărei program a trasat  principalele direcții pentru unitatea culturală a românilor, deziderat ce precede unitatea politică a Principatelor Române, înfăptuită prin Unirea Principatelor Române de la 24 ianuarie 1859.
Ceea ce-i unea pe scriitorii pașoptiști era militantismul regăsit în creațiile literare, care s-a constituit deopotrivă în manifeste pentru împlinirea unității și independenței naționale, cât și pentru dreptate socială.

## Începuturi tematice
Cei mai mulți scriitori pașoptiști au avut dascăli particulari, cu care au învățat limba greacă, apoi și-au continuat studiile în Franța. Cei mai mulți dintre ei au aderat la idealurile Revoluției Române de la 1848, fiind animați și de țelurile Marii Uniri. Participanți direct la viața social-politică, pașoptiștii au creat opere literare cu un pronunțat caracter patriotic și militant, inspirându-se din trecutul istoric, din lupta pentru eliberare socială și unitate națională. În operele lor s-au oglindit frumusețile patriei și s-a manifestat un puternic spirit popular, preluat din neprețuitele creații folclorice românești.
Satirizarea viciilor orânduirii feudale și evocarea realităților sociale constituie alte caracteristici ale literaturii pașoptiste, scriitorii ironizând cu severitate moravurile societății, condamnând abuzurile, corupția și nedreptățile manifestate în epocă.

## Curente și genuri
Din punct de vedere compozițional, operele scriitorilor pașoptiști împletesc romantismul cu clasicismul, iluminismul cu preromantismul, de unde a rezultat și o mare varietate de specii literare: oda, elegia, meditația, epistola, satira, fabula, pastelul, idila, sonetul, balada.

## Poeți pașoptiști
- Gheorghe Asachi - introduce sonetul în poezia românească;
- Anton Pann - Povestea vorbii;
- Vasile Cârlova - Ruinurile Târgoviștii;
- Ion Heliade Rădulescu - Sburătorul;
- Cezar Bolliac - O dimineață pe Caraiman;
- Grigore Alexandrescu - ciclul Epistole, ciclul Fabule, poezii de inspirație istorică;
- Dimitrie Bolintineanu - volumele Florile Bosforului, Legende istorice;
- Vasile Alecsandri - volumele Doine și lăcrămioare, Legende, Pasteluri;
- Andrei Mureșanu - Deșteaptă-te române